# 笠原健治
笠原 健治（かさはら けんじ、1975年12月6日 - ）は、日本の実業家。株式会社MIXI取締役ファウンダー・上級執行役員。大阪府箕面市出身。
フォーブス誌によると2017年3月時点で資産額は1890億円、日本長者番付25位。

## 人物
父親は京都工芸繊維大学名誉教授の笠原正雄。母親は京都市立芸術大学で講師を務めるピアニストの笠原威子。大阪府の千里ニュータウンで育った。東京大学在学中にネットエイジ社長西川潔の支援を受け、同社オフィス内にイーマーキュリーを設立。求人サイト運営を経てソーシャル・ネットワーキング・サービス（SNS）運営に進出、「mixi」を開設した。
2015年4月13日に家族向け写真・動画共有サービス「家族アルバム みてね」をリリース。笠原自身が企画・開発しており、主にスマートフォンで撮影した子どもの写真を、夫婦間や家族間といった限定した範囲で、見せたい相手だけに共有しコミュニケーションをはかることを目的としている。
2024年12月16日、開発責任者として「mixi2」をオープン。

## 経歴
- 1988年：箕面市立東小学校卒業。この時期の将来の夢は宇宙飛行士。
- 1991年：箕面市立第六中学校卒業。
- 1994年：大阪府立北野高等学校卒業後、東京大学文科二類入学。
- 1997年：求人情報サイト「Find Job!」開設。
- 1999年：6月、有限会社イー・マーキュリー設立。11月、インターネットオークションサイト「eHammmer」をオン・ザ・エッヂと共同で設立。
- 2000年：イー・マーキュリーを株式会社化。eHammmerのオークション運営権を売却。
- 2001年：東京大学経済学部経営学科卒業。
- 2004年：米国で流行していたSNS「Friendster」に着想を経て、当時インターン生だったバタラ・ケスマ（衛藤バタラ）の提案で、mixi開設。
- 2006年：イー・マーキュリーの商号をミクシィに変更。
- 2008年：米経済誌「フォーブス」（アジア版）が発表した「日本の富豪」40人の37位になる。2005年に40位に入ったライブドアの堀江貴文元社長と同じ最年少の32歳でランク入り。総資産が7億4000万ドル（当時の換算で約850億円）[5]。
- 2013年：会長に退く[6]。
- 2015年：家族向け写真・動画共有サービス「家族アルバム みてね」をリリース[4]。
- 2020年：子育て家庭を支援する団体に助成する「みてね基金」を設立し、10億円の私財を提供した[7]。
- 2024年：12月、SNS「mixi2」オープン。同サービスでは開発責任者を務める[1]。

## 出演
- 偉大なる創業バカ一代（2017年7月15日、AbemaTV）[8]
- 日経スペシャル カンブリア宮殿 「次世代ネットビジネスの主役たち」（2006年5月8日、テレビ東京）[9]。